# Römer (Glas)

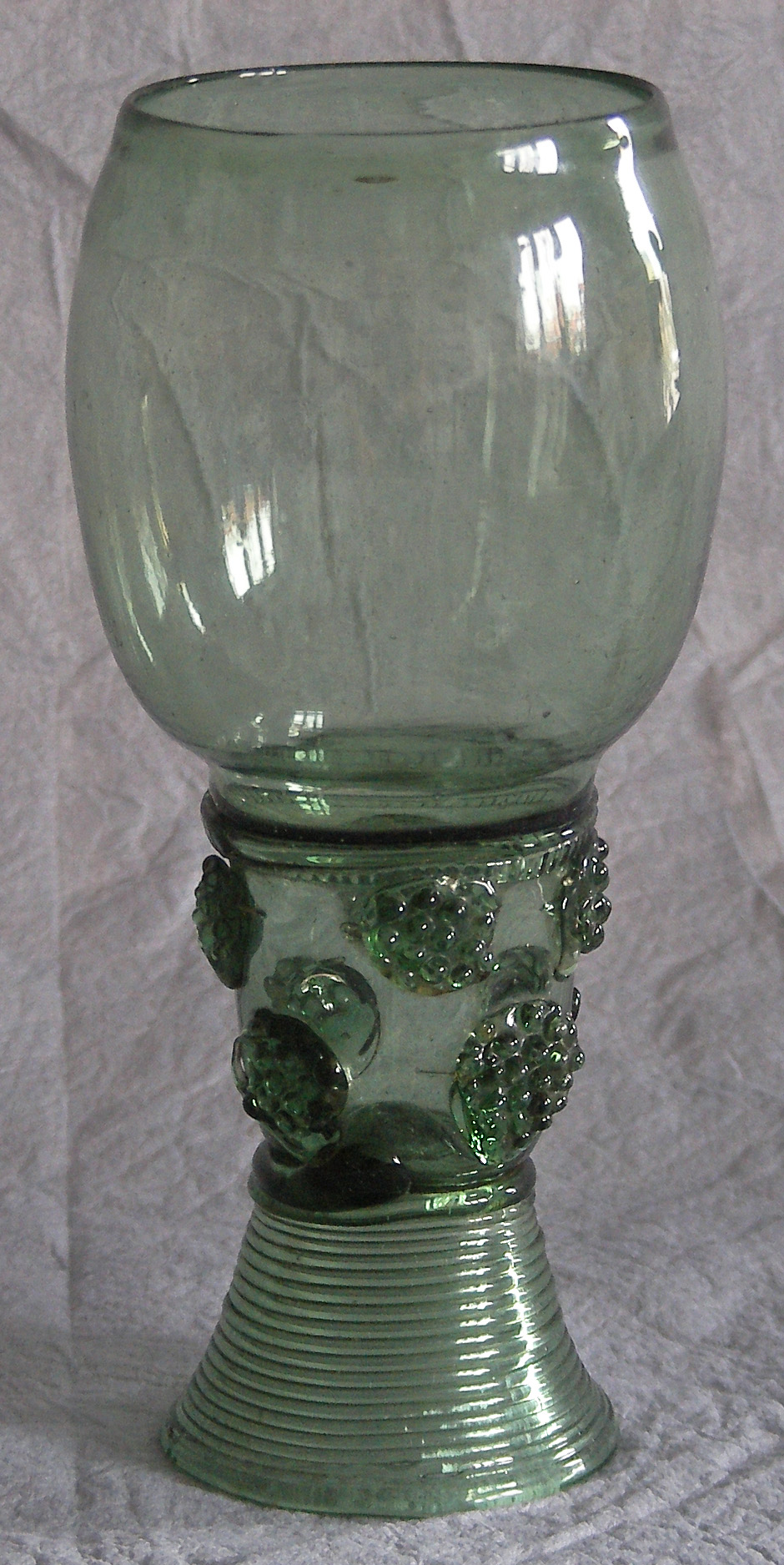
Römer aus Waldglas mit Beerennuppen; Deutschland oder Niederlande, 17. Jahrhundert

Ein Römer ist ein im 16. Jahrhundert aus dem Waldglas entwickeltes, in Mitteleuropa weit verbreitetes und traditionelles Trinkgefäß für Wein. Das Glas hat heute in der Regel ein Volumen von 0,2 oder 0,25 Liter.

## Wortherkunft
Das Wort leitet sich wahrscheinlich von vitrum Romarium „römisches Glas“ ab. Damit wurde früher der Stoff bezeichnet, aus welchem man diese Gläser fertigte, nämlich Bruchstücke altrömischen Glases, wie man sie in Deutschland zur Schmelze benutzte. Die manchmal erwogene Herkunft von niederländisch roemen „rühmen“ ist unwahrscheinlich, zumal niederländisch oe als /u/ und nicht als /ö/ ausgesprochen wird.

## Geschichte
Der Begriff tritt zum ersten Mal im Jahre 1501 in Neuss auf. Vorläufer des Römers war der so genannte Berkemeyer-Becher des 16. Jahrhunderts, ein grünes Waldglas mit dickem, mit Nuppen besetztem Fuß, auf dem die Wandung in konischer Form aufsteht. Ein Schaft ist hier nicht auszumachen beziehungsweise wird als verlängerter Fuß sichtbar.

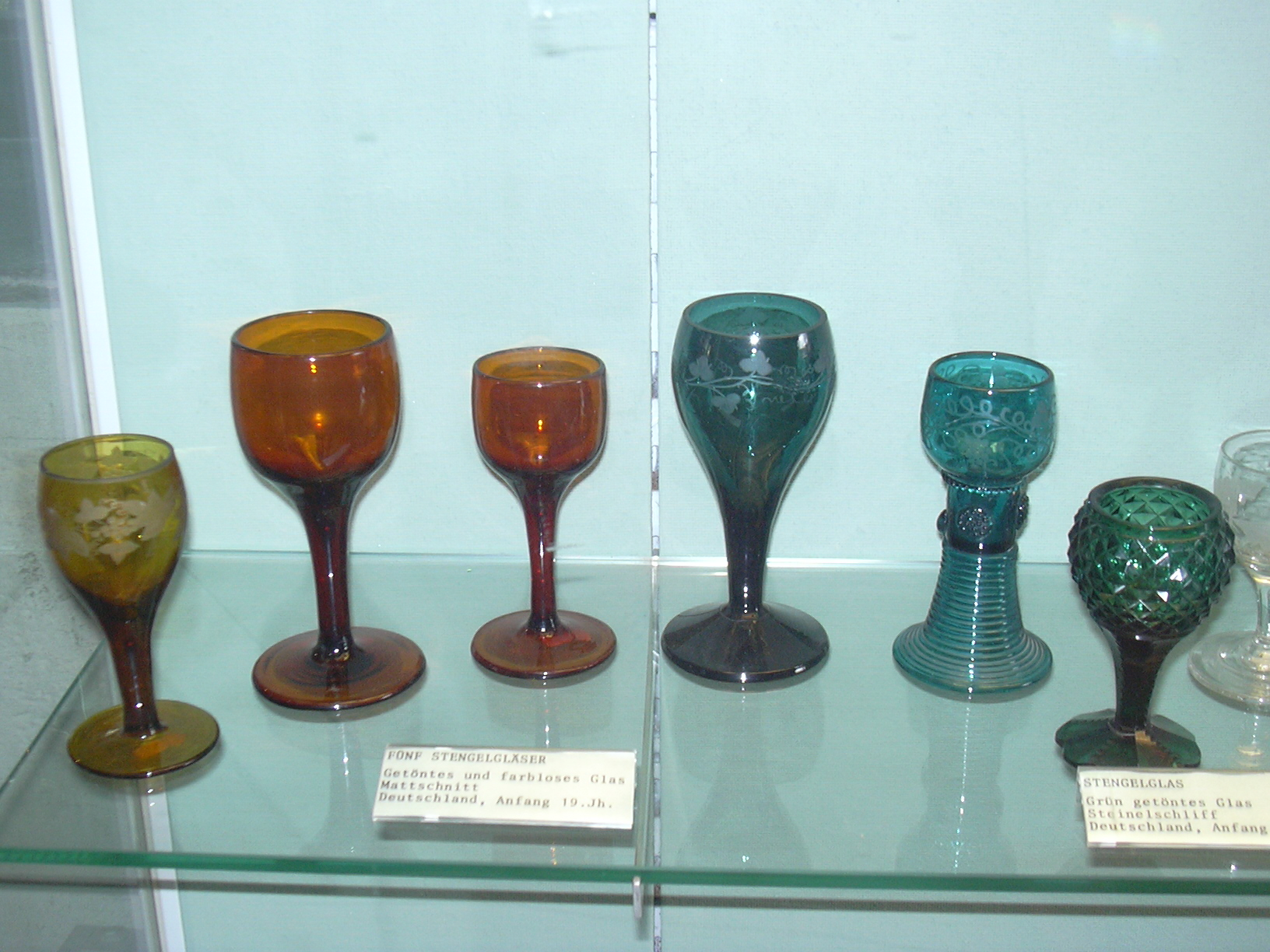
Römer und Stengelgläser des Historismus, Rheingauer Weinmuseum, 19. Jahrhundert

Im 17. Jahrhundert wird aus diesem eher groben Formglas der klassische Römer mit geripptem Fußreif, hohlem, mit Beerennuppen besetztem Schaft und Kuppa, die schalen-, apfel-, eiförmig oder bauchig sein konnte. Diese Gläser waren in ganz Deutschland und auch in den Niederlanden verbreitet. Da Waldglashütten nicht signierten, ist die Provenienz selten eindeutig nachvollziehbar.
Bei den Römern im 18. Jahrhundert etabliert sich die heute übliche Kelchform der Kuppa als die Standardform. Mehr Variationen gibt es in den übrigen Teilen des Glases: Der Fuß kann glatt anstatt gerippt sein, es gibt Schäfte ohne Nuppen, und neben das natürliche Grün des Waldglases treten andere Farben (Oliv, Kobaltblau, Braun).

Sonderstempel in Form eines „Wein-Römer-Glases“ Stempeldaten: 3550 Langenlois 15. August 1973

Eine große Formenvielfalt entwickelt der Römer des 19. Jahrhunderts. Nuppen sind bei ihm nicht mehr konstitutiv, häufig ganz verschwunden; gelegentlich treten sie aber auch an der Kuppa auf, was beim barocken Römer niemals der Fall war. Es gibt die Kuppa in typischem Waldglas-Grün, das nunmehr artifiziell erzeugt wird, aber auch in allen anderen Farben, häufig aber auch farblos. Emailmalerei und Glasschnitt in den verschiedensten Dekoren (Wappen, Weinlaub, Blüten, geometrisches Ornament) können die Kuppa veredeln. Der Schaft kann gerippt sein wie der Fuß; Schaft und Fuß wachsen häufig zu einer Einheit zusammen. Auch Baluster-Schäfte sind möglich. Fuß und Lippenränder können vergoldet sein.
Alles in allem ist diese Epoche des Historismus in der Glaskunst von dem Bestreben geprägt, die Quintessenz des „Altdeutschen“ schlechthin zu revitalisieren: Komprimiert treffen die verschiedensten Stilelemente vergangener Epochen auf dem Römer des 19. Jahrhunderts zusammen, die Dekore ruraler deutscher Humpen-Malerei, der Glasschnitt des veredelten böhmisch-schlesischen Barockglases, die schlichten Formen des Waldglases, die im nach Mitteleuropa importierten venezianischen Stil beheimateten Baluster. Zusammen ergeben sie Römergläser, die barocken Stil potenziert wiederbeleben, die es in Wirklichkeit im 17. Jahrhundert so aber nie gegeben hat.
Wichtige Produktionsstätten für den Römer des 19. und 20. Jahrhunderts waren die Glashütten Theresienthal, Wadgassen (Villeroy & Boch), Köln-Ehrenfeld und Rheinbach.

## Der Römer heute

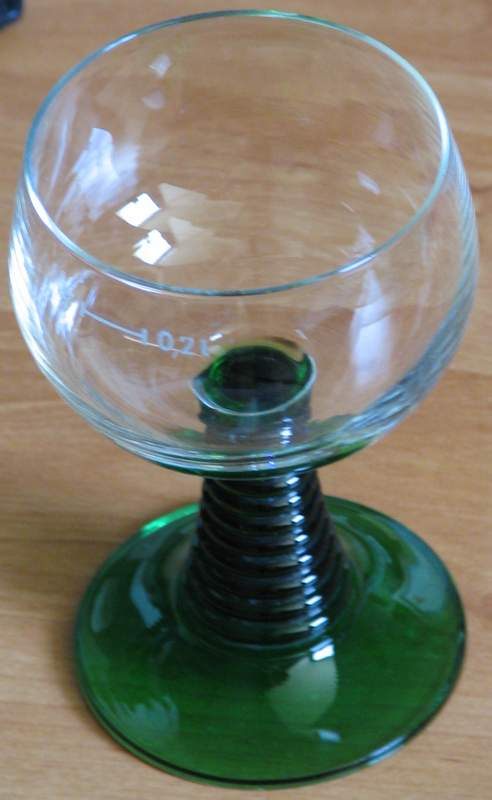
Römer als zeitgenössisches Gebrauchsglas mit gefärbtem Stiel

Zahlreiche Nachbildungen des historistischen Römers sind im 20. Jahrhundert als Gebrauchsglas im Handel. Auch dickwandige Pokale aus Kristallglas werden als Römer bezeichnet. Die Provenienz aus dem Waldglas ist hier nicht mehr zu erkennen. Durch die Verwässerung in der Formensprache wird der Begriff heute häufig unspezifisch für vielerlei Arten des klassischen Weinglases mit typischer kugelförmiger Kuppa und farbigem, geripptem Fuß und/oder Schaft gebraucht, wie es die Abbildung zeigt.

## Verbreitung
Barocke und historistische Römer gibt es in zahlreichen Glas- und Kunstgewerbemuseen, beispielsweise im:
- Passauer Glasmuseum
- Glasmuseum Frauenau
- Glasmuseum Wertheim
- Mainfränkischen Museum Würzburg

Im Antiquitätenhandel und auf Glasauktionen sind sowohl die barocken Römer, die noch zum Waldglas zählen, als auch die historistischen Varianten noch in reicher Zahl erhältlich.